# Helgicirrha malayensis
Helgicirrha malayensis is een hydroïdpoliep uit de familie Eirenidae. De poliep komt uit het geslacht Helgicirrha. Helgicirrha malayensis werd in 1928 voor het eerst wetenschappelijk beschreven door Stiasny. 